# Comuna Horoșe, Petropavlivka
Horoșe (în ucraineană Хороше) este o comună în raionul Petropavlivka, regiunea Dnipropetrovsk, Ucraina, formată din satele Horoșe (reședința), Kohanivka și Starîi Kolodeaz.

## Demografie
Componența lingvistică a satului Horoșe
     Ucraineană (94,69%)
     Rusă (4,3%)
     Alte limbi (0,3%)
Conform recensământului din 2001, majoritatea populației satului Horoșe era vorbitoare de ucraineană (94,69%), existând în minoritate și vorbitori de rusă (4,3%).